# Kozhantshikovia
Kozhantshikovia är ett släkte av fjärilar. Kozhantshikovia ingår i familjen säckspinnare.
Kladogram enligt Catalogue of Life:
| Kozhantshikovia | \| \| Kozhantshikovia aestivalis \| \| \| \| \| \| Kozhantshikovia vernalis \| \| \| \| |
|                 | \| \| Kozhantshikovia aestivalis \| \| \| \| \| \| Kozhantshikovia vernalis \| \| \| \| |
|                 | Kozhantshikovia aestivalis                                                              |
|                 |                                                                                         |
|                 | Kozhantshikovia vernalis                                                                |
|                 |                                                                                         |